# Fleetmark
Fleetmark este o comună din landul Saxonia-Anhalt, Germania.